# Sledgehockey op de Paralympische Winterspelen 2014

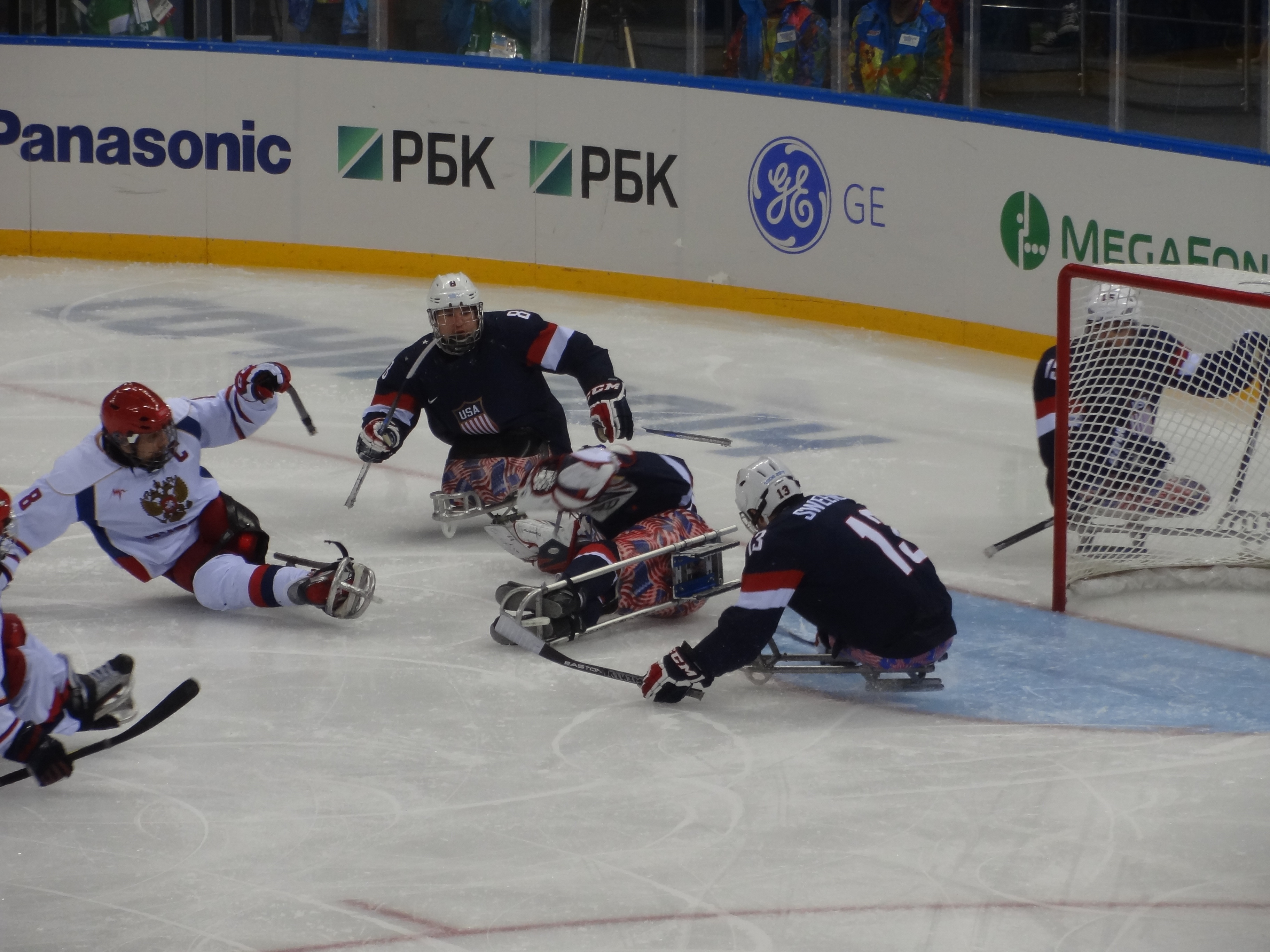
Sledgehockey op de Paralympische Winterspelen 2014

Sledgehockey is een van de onderdelen die op het programma stonden tijdens de Paralympische Winterspelen 2014 in het Russische Sotsji. De wedstrijden werden gehouden in het Sjajba Arena te Sotsji van 8 tot en met 15 maart 2014.
In de finale versloeg de Amerikaanse ploeg de Russische ploeg met 1–0. Brons was voor Canada.

## Paralympisch toernooi

### Groepsfase

#### Groep A
| Datum    | Lokale tijd | MET   | Land      | Score                           | Land      |
| -------- | ----------- | ----- | --------- | ------------------------------- | --------- |
| 8 maart  | 9:30        | 6:30  | Tsjechië  | 1 – 2 (0–0, 0–1, 1–0, 0–0, 0–1) | Noorwegen |
| 8 maart  | 13:00       | 10:00 | Canada    | 10 – 1 (4–0, 3–0, 3–1)          | Zweden    |
| 9 maart  | 9:30        | 6:30  | Tsjechië  | 2 – 1 (0–0, 0–0, 1–1, 0–0, 1–0) | Zweden    |
| 9 maart  | 13:00       | 10:00 | Canada    | 4 – 0 (0–0, 2–0, 2–0)           | Noorwegen |
| 11 maart | 13:00       | 10:00 | Noorwegen | 2 – 0 (0–0, 1–0, 1–0)           | Zweden    |
| 11 maart | 20:00       | 17:00 | Canada    | 1 – 0 (0–0, 1–0, 0–0)           | Tsjechië  |

| Groep A |           |             |             |             |             |             |            |            |            |        |
| #       | Land      | Wedstrijden | Wedstrijden | Wedstrijden | Wedstrijden | Wedstrijden | Doelpunten | Doelpunten | Doelpunten | Punten |
| #       | Land      | G           | W           | OTW         | OTV         | V           | V          | T          | Saldo      | Punten |
| 1       | Canada    | 3           | 3           | 0           | 0           | 0           | 15         | 1          | +14        | 9      |
| 2       | Noorwegen | 3           | 1           | 1           | 1           | 0           | 4          | 5          | −1         | 5      |
| 3       | Tsjechië  | 3           | 0           | 1           | 1           | 1           | 3          | 4          | −1         | 3      |
| 4       | Zweden    | 3           | 0           | 2           | 0           | 1           | 2          | 14         | −12        | 1      |

#### Groep B
| Datum    | Lokale tijd | MET   | Land             | Score                           | Land       |
| -------- | ----------- | ----- | ---------------- | ------------------------------- | ---------- |
| 8 maart  | 16:30       | 13:30 | Verenigde Staten | 5 – 1 (1–0, 1–0, 3–1)           | Italië     |
| 8 maart  | 20:00       | 17:00 | Rusland          | 2 – 3 (1–0, 1–1, 0–1, 0–0, 0–1) | Zuid-Korea |
| 9 maart  | 16:30       | 13:30 | Verenigde Staten | 3 – 0 (2–0, 1–0, 0–0)           | Zuid-Korea |
| 9 maart  | 20:00       | 17:00 | Rusland          | 7 – 0 (1–0, 4–0, 2–0)           | Italië     |
| 11 maart | 9:30        | 6:30  | Zuid-Korea       | 1 – 2 (0–1, 0–0, 1–1)           | Italië     |
| 11 maart | 16:30       | 13:30 | Verenigde Staten | 1 – 2 (0–1, 0–0, 1–1)           | Rusland    |

| Groep B |                  |             |             |             |             |             |            |            |            |        |
| #       | Land             | Wedstrijden | Wedstrijden | Wedstrijden | Wedstrijden | Wedstrijden | Doelpunten | Doelpunten | Doelpunten | Punten |
| #       | Land             | G           | W           | OTW         | OTV         | V           | V          | T          | Saldo      | Punten |
| 1       | Rusland          | 3           | 2           | 0           | 0           | 1           | 11         | 4          | +7         | 7      |
| 2       | Verenigde Staten | 3           | 2           | 1           | 0           | 0           | 9          | 3          | +6         | 6      |
| 3       | Italië           | 3           | 1           | 2           | 0           | 0           | 3          | 13         | −10        | 3      |
| 4       | Zuid-Korea       | 3           | 0           | 2           | 1           | 0           | 4          | 7          | −3         | 2      |

### Plaatsingronde

#### Kwalificaties plaats 5 t/m 8
| Datum    | Lokale tijd | MET   | Land     | Score                      | Land       |
| -------- | ----------- | ----- | -------- | -------------------------- | ---------- |
| 12 maart | 16:00       | 13:00 | Italië   | 3 – 2 (0-1, 0-1, 2-0, 1-0) | Zweden     |
| 12 maart | 20:00       | 17:00 | Tsjechië | 2 – 0 (0–0, 1–0, 1–0)      | Zuid-Korea |

#### Plaats 7 en 8
| Datum    | Lokale tijd | MET   | Land       | Score                 | Land   |
| -------- | ----------- | ----- | ---------- | --------------------- | ------ |
| 14 maart | 13:00       | 10:00 | Zuid-Korea | 2 – 0 (1-0, 1-0, 0-0) | Zweden |

#### Plaats 5 en 6
| Datum    | Lokale tijd | MET   | Land     | Score                 | Land   |
| -------- | ----------- | ----- | -------- | --------------------- | ------ |
| 14 maart | 20:00       | 17:00 | Tsjechië | 3 – 0 (0-0, 0-0, 3-0) | Italië |

### Eindfase

#### Halve finale
| Datum    | Lokale tijd | MET   | Land    | Score                 | Land             |
| -------- | ----------- | ----- | ------- | --------------------- | ---------------- |
| 13 maart | 13:00       | 10:00 | Rusland | 4 – 0 (2–0, 0–0, 2–0) | Noorwegen        |
| 13 maart | 20:00       | 17:00 | Canada  | 0 – 3 (0–2, 0–1, 0–0) | Verenigde Staten |

#### Bronzen finale
| Datum    | Lokale tijd | MET   | Land   | Score                 | Land      |
| -------- | ----------- | ----- | ------ | --------------------- | --------- |
| 15 maart | 13:00       | 10:00 | Canada | 3 – 0 (0–0, 3–0, 0–0) | Noorwegen |

#### Finale
| Datum    | Lokale tijd | MET   | Land             | Score | Land    |
| -------- | ----------- | ----- | ---------------- | ----- | ------- |
| 15 maart | 20:00       | 17:00 | Verenigde Staten | 1 – 0 | Rusland |

Alpineskiën · Biatlon · Langlaufen · Rolstoelcurling · Sledgehockey · Snowboarden
1994 · 1998 · 2002 · 2006 · 2010 · 2014 · 2018